# Shikimori’s Not Just a Cutie
Shikimori’s Not Just a Cutie (яп. 可愛いだけじゃない式守さん Каваий дакэ дзя най Сикимори-сан, букв. «Сикимори не только милая») — манга, написанная и проиллюстрированная Кэйго Маки. Публиковалась в сервисе Magazine Pocket издательства Kodansha с февраля 2019 по февраль 2023 года и была издана в двадцати томах-танкобонах. Аниме-сериал производства Doga Kobo транслировался с апреля по июль 2022 года.

## Основа сюжета
Идзуми и Сикимори — типичная влюблённая парочка из старшей школы. Но когда Идзуми попадает в неприятности, Сикимори преображается в очень крутую героиню, заставляющая всех вокруг восхищаться ею.

## Персонажи

### Основные
Мияко Сикимори (яп. 式守 都 Сикимори Мияко, Сикимори-сан) — милая старшеклассница, девушка Идзуми. Когда Идзуми попадает в неприятности, она преображается в крутую девушку с пронзительным взглядом, которой все вокруг восхищаются. У Сикимори отличные рефлексы, и она регулярно спасает Идзуми из опасных ситуаций. Друзья зовут её Миттён (яп. みっちょん), а родители Идзуми — Ми-тян (яп. みーちゃん Ми:-тян). У неё светло-розовые волосы, и она хорошо учится: заняла 11-е место в своём классе. Сикимори спортивная и превосходит всех, особенно когда Идзуми подбадривает её. Иногда она чувствительна, особенно когда Идзуми восхищается другими девушками и женщинами, показанными в медиа. У неё есть несколько слабостей, такие как готовка и пение, хотя в более поздних главах выясняется, что она брала уроки кулинарии у матери Идзуми и стала готовить лучше. Ранее, до начала отношений с Идзуми, Сикимори была очень застенчивой и робкой, но стала более уверенной в себе, когда смогла мотивировать Идзуми быть более решительным. В детстве занималась карате.
Сэйю: Саори Ониси
Юки Идзуми (яп. 和泉 幽希 Идзуми Ю:ки, Идзуми-кун) — парень Сикимори, который в манге описан как «жизнерадостный и дружелюбный парень. Ему всю жизнь ужасно не везло». Он довольно застенчивый и надеется стать более решительным, как Сикимори. Он хорошо учится: занял 5-е место в своём классе, и, в отличие от Сикимори и Инудзуки, хорошо готовит.
Сэйю: Сюитиро Умэда
Сю Инудзука (яп. 犬束 秀 Инудзука Сю:) — лучший друг Идзуми, который описан как «уверенный в себе», «любит дурачиться, но не любит бездельничать». Друзья Сикимори называют его Ину (яп. 犬, «собака»).
Сэйю: Нобухико Окамото
Кё Нэкодзаки (яп. 猫崎 享 Нэкодзаки Кё:) — одна из лучших подруг Сикимори вместе с Хатимицу. Она описана как «спортивная», «очень общительная, но может быть немного сентиментальной». Вместе с Камией состоит в волейбольной команде.
Сэйю: Мисато Мацуока
Юй Хатимицу (яп. 八満 結 Хатимицу Юй) — вторая лучшая подруга Сикимори вместе с Нэкодзаки. Она описана как имеющая безжизненное выражение лица, но наблюдательная. По сравнению со своими друзьями она ниже ростом и, как Идзуми, предпочитает занятия в помещении.
Сэйю: Рина Хидака
Ай Камия (яп. 狼谷 藍 Камия Ай) — ведущий игрок волейбольной команды. Она высокая и стройная, очень популярна в школе. Работает вместе с Идзуми в библиотечном комитете. Ей нравится Идзуми, но когда она узнала об отношениях Идзуми и Сикимори, то почувствовала боль и горечь из-за того, что у неё не было таких отношений с Идзуми. Сикимори помогает ей примириться со своими чувствами.
Сэйю: Аяка Фукухара

### Второстепенные
Мотоко Идзуми (яп. 和泉 許子 Идзуми Мотоко) — мать Идзуми. Как и Идзуми, часто попадает в несчастные случаи.
Сэйю: Эми Синохара
Акисада Идзуми (яп. 和泉 明貞 Идзуми Акисада) — отец Идзуми и муж Мотоко. Он довольно силён, так как смог нести Идзуми и Сикимори на спине.
Сэйю: Наоми Кусуми
Мияби Сикимори (яп. 式守 雅 Сикимори Мияби) — мать Сикимори. Как и у её дочери, у Мияби серьёзный, пронзительный взгляд.
Сэйю: Роми Паку
Фудзи Сикимори (яп. 式守 藤 Сикимори Фудзи) — старший брат Сикимори.
Сэйю: Хиро Симоно
Рика Исана (яп. 鯨 里歌 Исана Рика) — молодая женщина, работающая в кофейне, в которой Инудзука подрабатывает неполный рабочий день. Она надеется когда-нибудь открыть собственный магазин и восхищается целеустремлённостью Инудзуки.
Саруоги (яп. 猿荻) — одноклассник, который присоединяется к группе Идзуми и Сикимори в рамках школьной поездки в Киото. Он болезненно застенчив и медлит с ответами. Нэкодзаки рассказала историю, в которой он уступил место в поезде пожилой женщине, но случайно сошёл на остановку и в итоге опоздал. После разговора с Идзуми Саруоги загорелся желанием стать более решительным.

## Медиа

### Манга
Shikimori’s Not Just a Cutie, написанная и проиллюстрированная Кэйго Маки, публиковалась в сервисе цифровой манги Magazine Pocket издательства Kodansha со 2 февраля 2019 по 18 февраля 2023 года. Всего главы манги были скомпонованы в двадцать томов-танкобонов. Первый танкобон издан 7 июня 2019 года, финальные девятнадцатый и двадцатый — 7 апреля 2023 года.
В марте 2020 года Kodansha USA объявила о начале цифровой публикации манги на английском языке в Северной Америке. Первый печатный том на английском языке издан 27 октября 2020 года.

#### Список томов
| №  | Дата публикации    | ISBN                   |
| -- | ------------------ | ---------------------- |
| 01 | 7 июня 2019 г.     | ISBN 978-4-0651-6223-1 |
| 02 | 9 сентября 2019 г. | ISBN 978-4-0651-6891-2 |
| 03 | 9 декабря 2019 г.  | ISBN 978-4-0651-8339-7 |
| 04 | 9 марта 2020 г.    | ISBN 978-4-0651-8777-7 |
| 05 | 9 июня 2020 г.     | ISBN 978-4-0651-9740-0 |
| 06 | 9 октября 2020 г.  | ISBN 978-4-0652-1020-8 |
| 07 | 8 января 2021 г.   | ISBN 978-4-0652-2032-0 |
| 08 | 9 апреля 2021 г.   | ISBN 978-4-0652-2880-7 |
| 09 | 9 июля 2021 г.     | ISBN 978-4-0652-4019-9 |
| 10 | 8 октября 2021 г.  | ISBN 978-4-0652-5745-6 |
| 11 | 7 января 2022 г.   | ISBN 978-4-0652-6594-9 |
| 12 | 9 марта 2022 г.    | ISBN 978-4-0652-7271-8 |
| 13 | 9 мая 2022 г.      | ISBN 978-4-0652-7850-5 |
| 14 | 8 июля 2022 г.     | ISBN 978-4-0652-8383-7 |
| 15 | 7 октября 2022 г.  | ISBN 978-4-0652-9405-5 |
| 16 | 9 декабря 2022 г.  | ISBN 978-4-0652-9948-7 |
| 17 | 9 февраля 2023 г.  | ISBN 978-4-0653-0330-6 |
| 18 | 9 февраля 2023 г.  | ISBN 978-4-0653-0742-7 |
| 19 | 7 апреля 2023 г.   | ISBN 978-4-0653-1347-3 |
| 20 | 7 апреля 2023 г.   | ISBN 978-4-0653-1348-0 |

### Аниме
В январе 2021 года в официальном твиттер-аккаунте сервиса Magazine Pocket было объявлено о том, что манга получит адаптацию в формате аниме-сериала, производством которого занялась студия Doga Kobo. Режиссёром аниме-сериала стал Рёта Ито, в качестве помощника режиссёра выступает Сёхэй Яманака, Ёсими Нарита отвечает за сценарий, а Ай Кикути — за дизайн персонажей. Сериал транслировался с 10 апреля по 10 июля 2022 года на телеканалах ABC и TV Asahi в программном блоке ANiMAZiNG!!!. Открывающая музыкальная тема аниме-сериала — «Honey Jet Coaster» в исполнении Nasuo☆; закрывающая — «Route BLUE», исполненная Юки Накасимой. Crunchyroll лицензировала аниме-сериал за пределами Азии. На русском языке аниме-сериал доступен в Crunchyroll под названием «Моя девушка не просто милашка».

#### Список серий
| №   | Название                                                                                      | Режиссёр                                       | Премьера в Японии |
| --- | --------------------------------------------------------------------------------------------- | ---------------------------------------------- | ----------------- |
| 01  | Моя девушка — настоящая милашка «Боку но канодзё ва тотэмо каваий» (僕の彼女はとてもかわいい) | Рёта Ито                                       | 10 апреля 2022 г. |
| 02  | Суматошный спортивный фестиваль! «Фу:ун, кю:ги тайкай!» (風雲、球技大会！)                    | Сёхэй Яманака, Сун Мин Ким                     | 17 апреля 2022 г. |
| 03  | Солнышко после несчастья «Фуко: ноти, харэ» (不幸のち、晴れ)                                  | Кэнта Ониси                                    | 24 апреля 2022 г. |
| 04  | Первый день лета и чувства ребят «Рикка, сорэдзорэ но омой» (立夏、それぞれの想い)            | Рёки Камицубо                                  | 1 мая 2022 г.     |
| 05  | Веселье на реке! «Укиуки кава асоби!» (ウキウキ川あそび！)                                    | Такаси Такэути                                 | 8 мая 2022 г.     |
| 06  | Фейерверки возвещают конец лета «Нацу дзо хэдатару ханаби ка на» (夏ぞ隔たる花火かな)         | Гэйсэй Морита                                  | 15 мая 2022 г.    |
| SP  | Спецвыпуск                                                                                    | —                                              | 22 мая 2022 г.    |
| 07  | Культурный фестиваль I «Бункасай ити» (文化祭I)                                               | Сеи Мин Ким                                    | 29 мая 2022 г.    |
| 08  | Культурный фестиваль II «Бункасай ни» (文化祭II)                                              | Кэнта Ониси, Такафуми Кувано                   | 5 июня 2022 г.    |
| SP2 | Второй спецвыпуск                                                                             | —                                              | 12 июня 2022 г.   |
| 09  | Невинность и неуклюжесть «Мудзяки-са то букиё:-са» (無邪気さと不器用さ)                       | Рёки Камицубо                                  | 19 июня 2022 г.   |
| 10  | Желание победить «Катитай кимоти» (勝ちたい気持ち)                                            | Хироси Харагути, Гэйсэй Морита, Такаси Такэути | 26 июня 2022 г.   |
| 11  | Не просто милашка «Каваий дакэ дзя най» (可愛いだけじゃない)                                  | Рёта Ито                                       | 3 июля 2022 г.    |
| 12  | Лучше, чем во сне «Юмэ ёри мо» (夢よりも)                                                     | Рёки Камицубо, Тяо Нэкотоми                    | 10 июля 2022 г.   |

## Приём

### Манга
В феврале 2020 года манга заняла восьмое место в рейтинге «Комиксы 2020 года, рекомендованные сотрудниками национальных книжных магазинов» интернет-магазина Honya Club. В июне 2020 года манга заняла девятое место в голосовании на премию Tsutaya Comic Award. По итогам голосования заняла пятое место в категории «Лучшая веб-манга» на премии Next Manga Award.
После выпуска в октябре 2020 года шестого тома общий тираж манги составил более 1,4 миллионов проданных копий. По данным на октябрь 2021 года общий тираж манги превысил 2 миллиона проданных копий. К началу 2022 года общий тираж манги составил более 2,5 миллионов проданных копий. На февраль 2023 года тираж манги составляет более 4,6 миллионов проданных копий.
Обозреватель Ребекка Сильверман из Anime News Network поставила первому тому манги две звезды из пяти, похвалив идею с романтическими отношениями и отнесла к недостаткам повторяющиеся ситуации. Как и Сильверман, Кейтлин Мур положительно высказалась о романтических отношениях и критически отозвавшись о шаблонных ситуациях первых глав, поставив в итоге первому тому три с половиной звезды из пяти. Че Гилсон из Otaku USA назвал третий том «книгой для бесстыдных романтиков», положительно высказавшись о юморе, отношениях главных героев, преображениях Сикимори в крутого персонажа, но отнёс к недостаткам развитие персонажей и сеттинг.

### Награды и номинации аниме
| Год  | Награда                  | Результат  | Категория                   | Номинант                     | Прим.  |
| ---- | ------------------------ | ---------- | --------------------------- | ---------------------------- | ------ |
| 2023 | Anime Trending Awards    | 12-е место | Девушка года                | Сикимори                     | [ 46 ] |
| 2023 | Anime Trending Awards    | 10-е место | Лучшая актриса озвучивания  | Саори Ониси в роли Сикимори  | [ 46 ] |
| 2023 | Anime Trending Awards    | 9-е место  | Лучший актёр озвучивания    | Сюитиро Умэда в роли Идзуми  | [ 46 ] |
| 2023 | Anime Trending Awards    | 7-е место  | Лучший дизайн персонажей    | Ай Кикути                    | [ 46 ] |
| 2023 | Anime Trending Awards    | 5-е место  | Пара или шип года           | Идзуми и Сикимори            | [ 46 ] |
| 2023 | Anime Trending Awards    | 3-е место  | Романтическое аниме года    | Shikimori’s Not Just a Cutie | [ 46 ] |
| 2023 | Crunchyroll Anime Awards | Номинация  | Лучший романтический сериал | Shikimori’s Not Just a Cutie | [ 47 ] |